# Kelemen Mikes
Kelemen Mikes (n. august 1690, Zăbala, Principatul Transilvaniei – d. 2 octombrie 1761, Tekirdağ, Imperiul Otoman) a fost un politician și eseist maghiar din Transilvania, cunoscut pentru acțiunile de revoltă împotriva Monarhiei Habsburgice. Mikes este supranumit „Goethe” al Ungariei. Scriitorul a devenit faimos pentru lucrarea Scrisori din Turcia. Cu acestea, Mikes a pus bazele literaturii și prozei maghiare, și este privit drept unul dintre primii autori de proză în limba maghiară. 
S-a născut în Zagon și a crescut în Zăbala (în prezent în județul Covasna, România). S-a luptat împotriva Habsburgilor până a fost forțat să fugă în Uniunea Polono-Lituaniană, în Franța și în cele din urmă în Imperiul Otoman. În timp ce se afla în exil la Tekirdağ, împreună cu principele transilvănean Francisc Rákóczi, Mikes și-a terminat și și-a publicat eseurile. După moartea lui Rákóczi în 1735, a rămas în exil până la moartea sa în 1761.